# Steve Aldo One
Steve Aldo One (Yaundé, Camerún, 5 de enero de 1995), más conocido como Aldo One, es un futbolista camerunés con nacionalidad española. Actualmente juega de defensa en la Centre d'Esports L'Hospitalet de 3.ª RFEF grupo V (Cataluña).

## Biografía
Nacido en Yaundé, se mudó a España a la edad de diez años y se unió a la cantera del Poblense, antes de llegar al RCD Mallorca. Hizo su debut sénior con el filial el 16 de diciembre de 2012, comenzando con una derrota de 0-1 Segunda División B contra la UE Sant Andreu.
One anotó su primer gol el 12 de octubre de 2014 en una derrota por 4-2 ante el Real Zaragoza B. En febrero de 2016, sufrió una grave lesión en la rodilla que lo dejó fuera durante siete meses. 
El 7 de julio de 2017, One pasaría a formar parte de la cantera del Deportivo Fabril en la Segunda División B de España.
El 21 de enero de 2018, One fue derrotado por un resultado de 7-1 ante el Real Madrid. El futbolista se había estrenado con el Deportivo en la Copa ante Las Palmas (2-3) en la vuelta de los dieciseisavos de final, que se disputó en el Estadio de Gran Canaria.

## Trayectoria profesional
| Club                             | Categoría                    | Año         | Partidos (Liga) | Goles (Liga) |
| -------------------------------- | ---------------------------- | ----------- | --------------- | ------------ |
| Real Club Deportivo Mallorca "B" | Tercera División de España   | 2012 - 2017 | 94              | 6            |
| Deportivo de La Coruña B         | Segunda División B de España | 2017 - 2018 | 29              | 1            |
| Real Club Deportivo de La Coruña | Segunda División             | 2018 -      | 2               | 0            |